# تريبروليدين
تريبروليدين (بالإنجليزية: Triprolidine)‏ هو مركب كيميائي يستخدم كدواء وهو أحد أنواع الأدوية المضادة للهستامين،  التي لا تستلزم وصفة طبية وله خصائص مضادة للكولين. يتم استخدامه لعلاج الأعراض المرتبطة بالحساسية وأحيانًا يتم دمجه مع أدوية الزكام الأخرى المصنعة لمكافحة الأعراض الشبيهة بالأنفلونزا. كما هو الحال مع العديد من الأدوية المضادة للهستامين، فإن التأثير الجانبي الأكثر شيوعًا هو النعاس.
تم تسجيل براءة اختراعه في عام 1948 ودخل حيز الاستخدام الطبي في عام 1953.